# Veronica Zappone
Veronica Zappone (* 11. April 1993 in Segrate) ist eine italienische Curlerin.

## Karriere
Zappone spielte erstmals international bei der European Junior Challenge 2011. Als Second des italienischen Teams gewann sie die Bronzemedaille. Nach einem vierten Platz 2013 gewann sie die European Junior Challenge 2014 als Fourth. Sie qualifizierte sich dadurch für die Juniorenweltmeisterschaft 2014, bei der sie als Skip spielte und den 9. Platz belegte.
Nach einem 10. und 13. Platz bei den Europameisterschaften 2013 und 2014 gewann sie als Third der italienischen Mannschaft unter Skip Diana Gaspari bei der Europameisterschaft 2017 die Bronzemedaille.
2017 spielte sie erstmals bei einer Weltmeisterschaft; die Italienerinnen kamen mit Zappone als Third und Gaspari als Skip auf den 10. Platz. Im gleichen Jahr zog sie mit dieser Mannschaft beim Qualifikationsturnier für die Olympischen Winterspiele 2018 in das Finale gegen China ein, verlor aber das Spiel gegen die Mannschaft um Wang Bingyu. Da auch das Spiel um den zweiten Qualifikationsplatz gegen das Team aus Dänemark um Denise Dupont verloren ging, verpasste sie die Teilnahme an den Spielen in Pyeongchang.